# Antikrundan

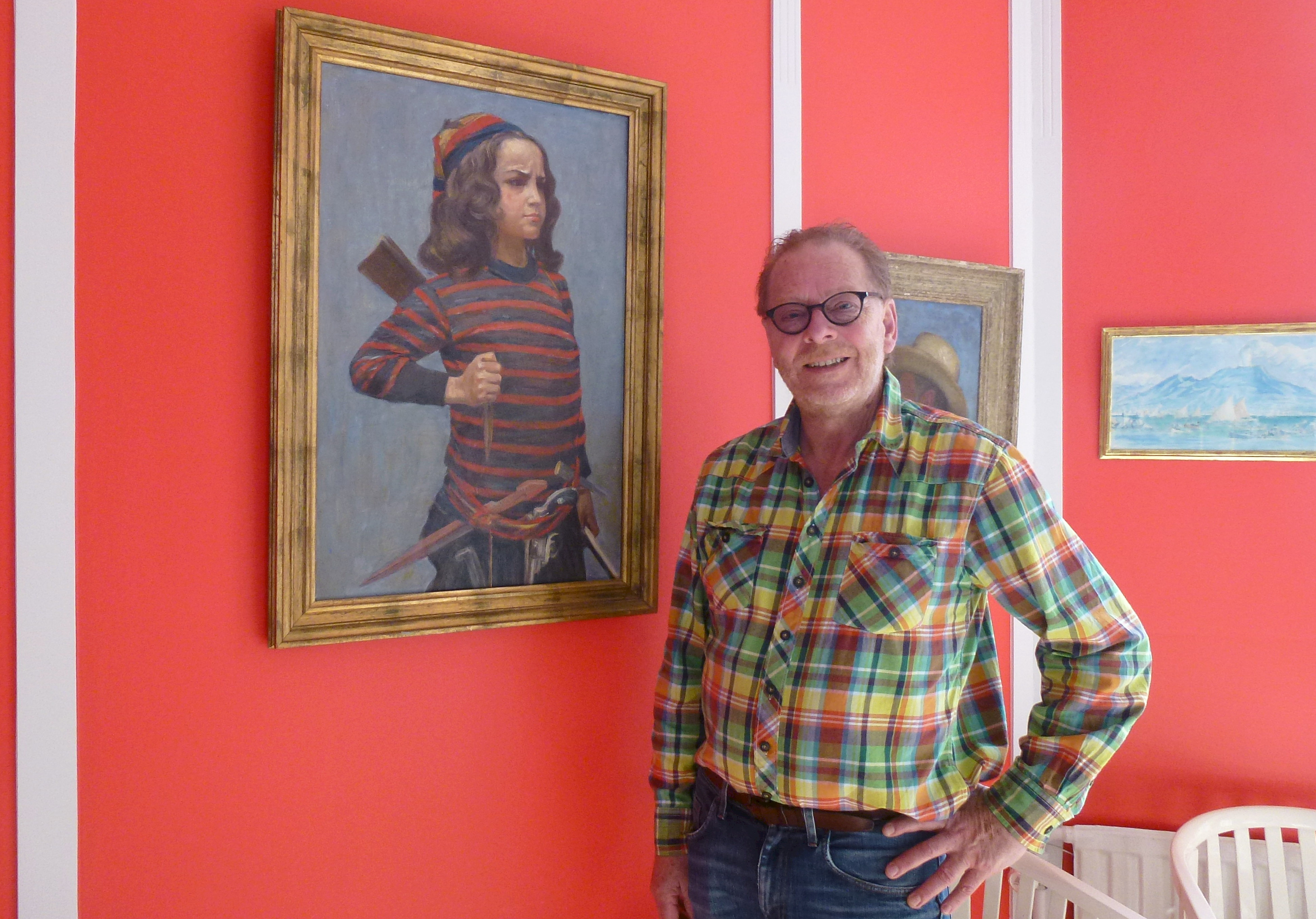
Claes Moser i Villa Akleja, Antikrundans måleri- och skulpturexpert.

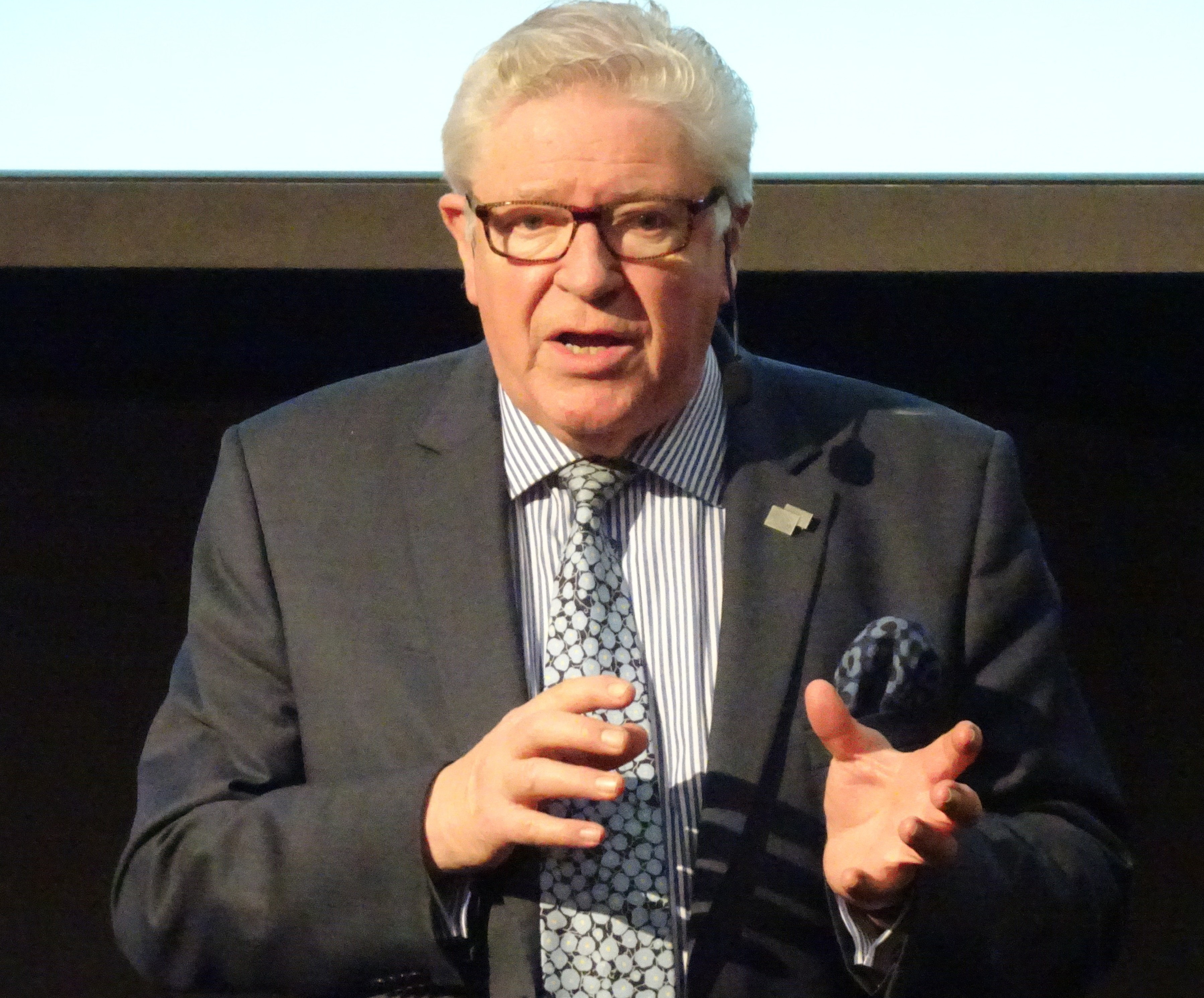
Bo Knutsson, Antikrundans expert på måleri, skulptur, glaskonst och konsthantverk.

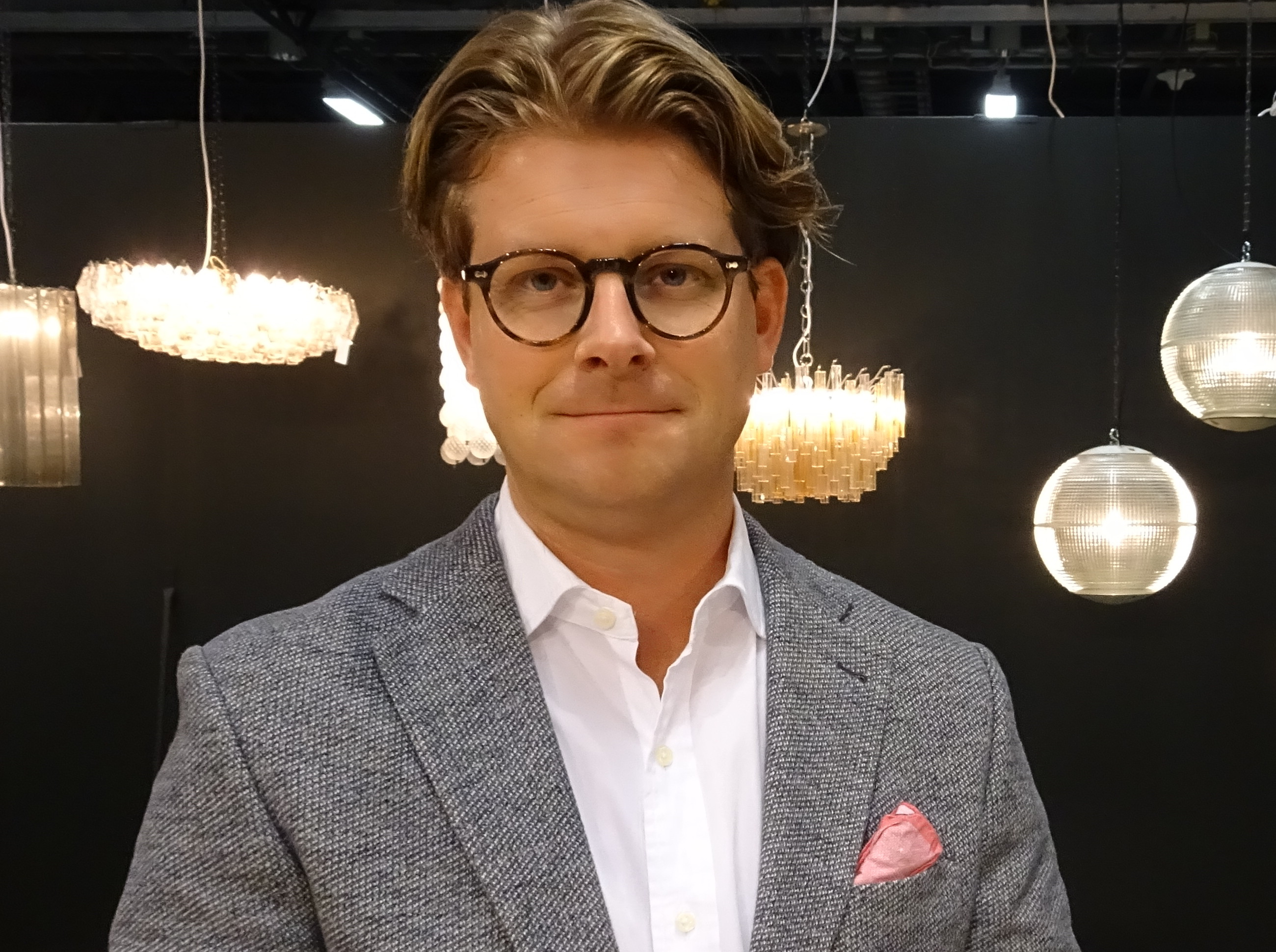
Rickard Thunér, Antikrundans expert på 1700-talsmöbler och speglar, på Antikmässan i Älvsjö 2019.

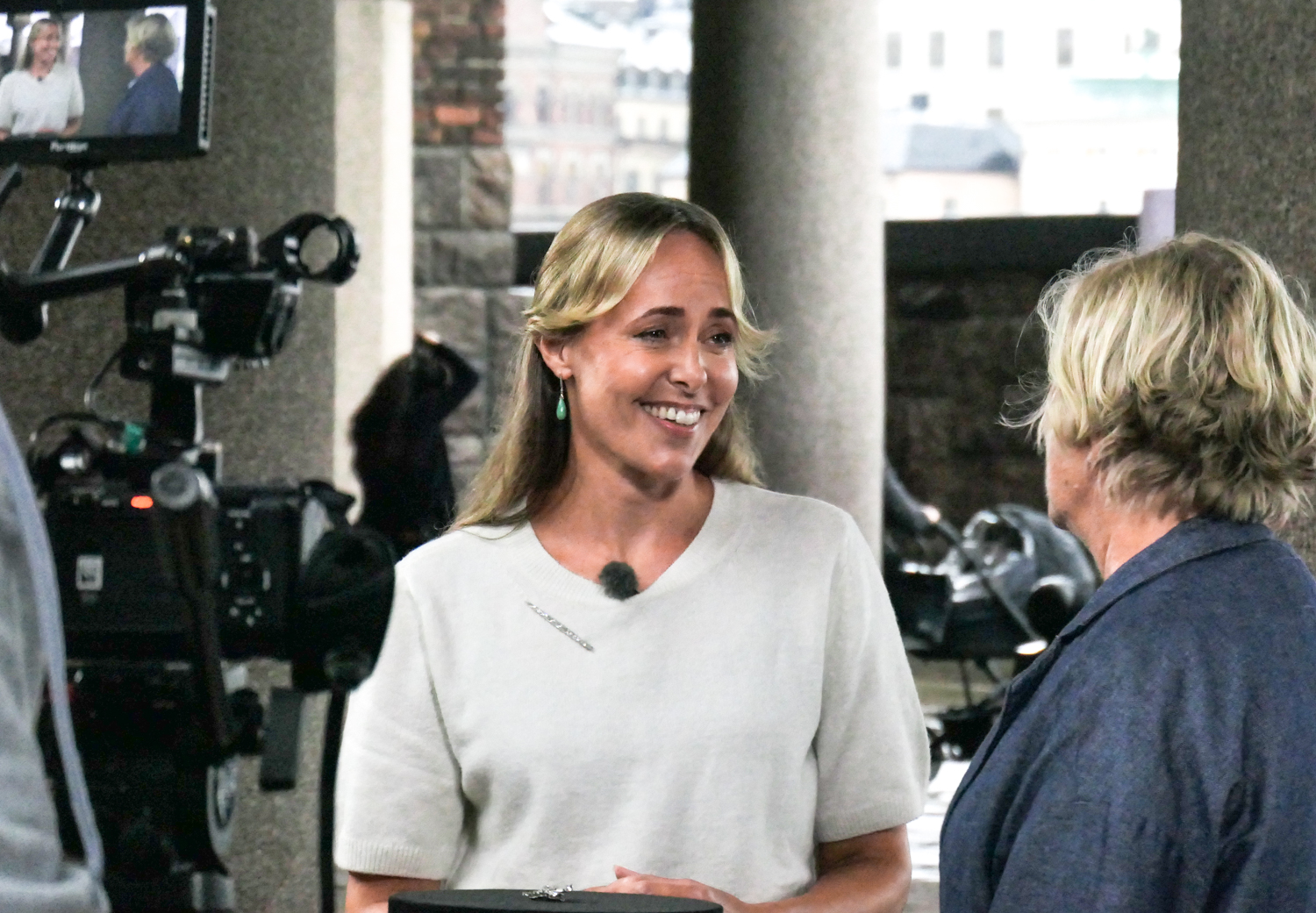
Carolina Tüür under inspelningen av ett avsntt av Antikrundan i Stockholms stadshus den 20 augusti 2023.

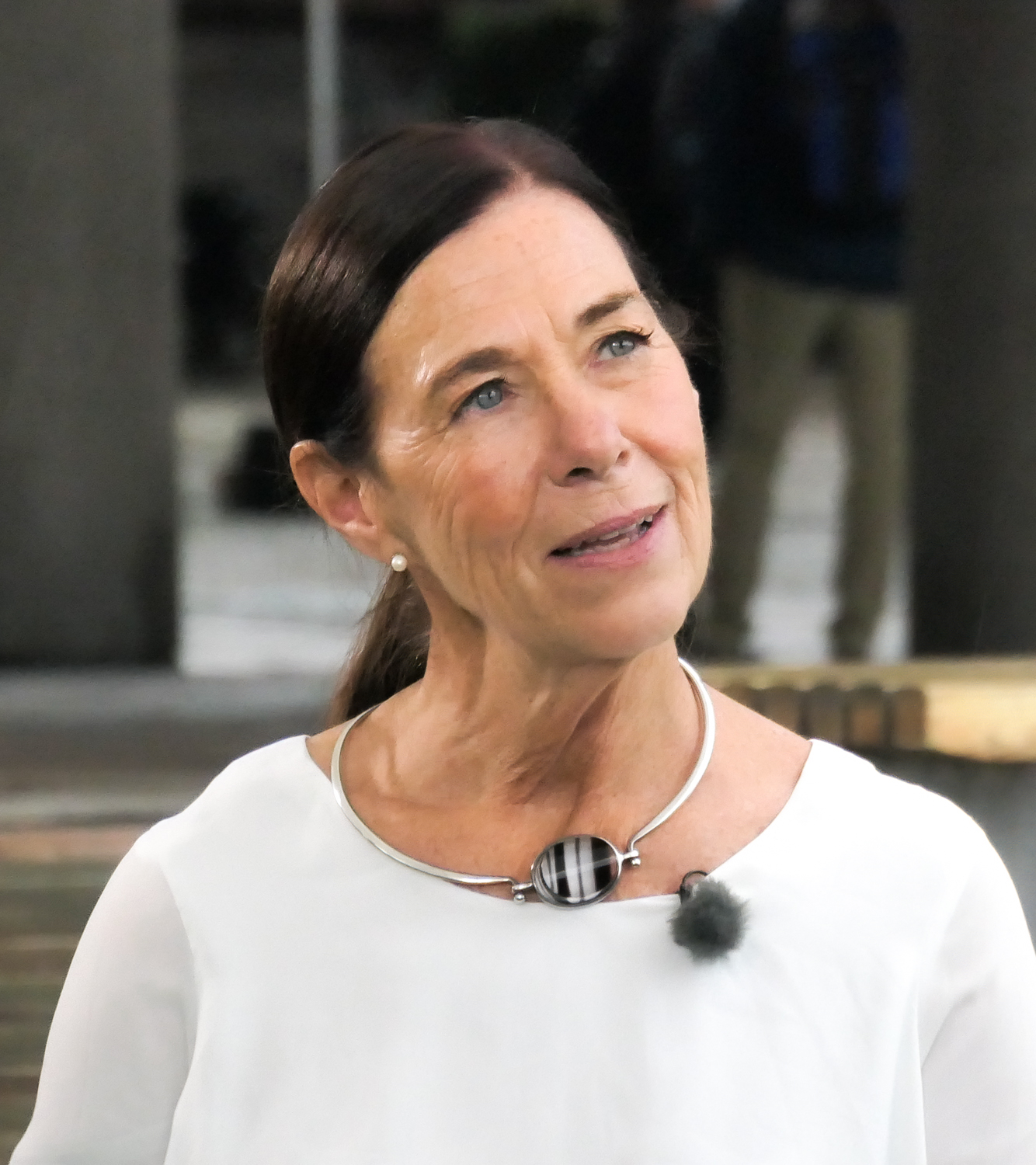
Eva Seeman under inspelningen av Antikrundan 2023.

Antikrundan är ett TV-program som sedan 1989 sänds i Sveriges Television (SVT). Programmet är baserat på det brittiska originalformatet Antiques Roadshow från British Broadcasting Corporation (BBC). I Finland heter ett motsvarande program Antiikkia, antiikkia.
I de svenska entimmeslånga programmen, som spelas in på olika platser i Sverige, värderar experter antikviteter i samtal med dessas ägare. I programmet blandas högt värderade föremål med sådana som bara har affektionsvärde. Föremålen beskrivs utförligt av experter och inte sällan får man höra hur objektets ägare beskriver föremålets historia. För att hålla spänningen uppe avslöjar experten sin värdering först i slutet av varje inslag. Det högst värderade objektet i programmets historia är ett smycke av den finländska designern Alma Pihl som i 2022 års säsong värderades till 1,5—2 000 000 kronor. 
Antikrundans signaturmelodi, Gigue ur Ouvertüre i C-dur, är komponerad av Georg Philipp Telemann. TV-programmet har ofta många tittare (den 21 januari 2010 hade programmet 2 190 000 tittare).
Antikrundan sänds i SVT 1 i 576i och i SVT HD i 720p. Programmet sänds i samma ljudformat på båda kanalerna, Dolby Digital 5.1. Den brittiska Antiques Roadshow visas i Sverige på BBC Lifestyle, TV 8 och sedan sommaren 2011 på SVT. Även den amerikanska Antiques Roadshow från Public Broadcasting Service (PBS) visas i Sverige, likaledes på TV 8.

## Historik
Den första säsongen av Antikrundan spelades in 1988. Bo Knutsson hade sett BBCs program och efter ett års arbete lyckades han få kontakt med en producent på SVT Malmö, Maud Uppling, som svarade ja. BBC kontaktades och ville göra två avsnitt av sitt framgångsrika program i Sverige. Avsnitten i den första omgången spelades in i England och i Sverige och hade premiär den 26 augusti 1989 i svensk TV. Sedan dess har cirka tio program sänts årligen och programmet fortsätter att vara väldigt populärt.
Antikrundan leddes de tio första åren av Jesper Aspegren innan han tillträdde som verkställande direktör för Crafoord Auktioner och avgick då han ansåg sig som jävig då han tillträtt som VD för auktionsföretaget. Sedan 2001 är Anne Lundberg programledare.
Antikrundan har flera gånger kritiserats för att värdera fornfynd, dock utan att ha fällts för detta i Granskningsnämnden.

## Antikrundans experter
| Expert                 | Område                                                      | År               |
| ---------------------- | ----------------------------------------------------------- | ---------------- |
| Joakim Bengtsson       | Keramik, porslin och enklare allmängods                     | 2009–            |
| Antonia Berglund       | Glas och keramik                                            | 2003–?           |
| Jan Bäckman            | Möbler och konst                                            | 1999–2012†       |
| Per Ekelund            | Klockor                                                     | 2015–            |
| Anette Granlund        | Mattor, textilier och islamiskt och asiatiskt konsthantverk | 1989–            |
| Björn Gremner          | Ostindiskt porslin och konstföremål från Japan och Kina     | 1989–            |
| Harald Hultqvist       | Böcker                                                      | 2012–2016, 2023— |
| Erik Ingare            | Folkkonst och leksaker                                      | 2013–            |
| Bengt Janson           | Allmogeföremål                                              | 1989–2005†       |
| Lars-Yngve Johansson   | Silver, smycken och ljuskronor                              | 1999–2018†       |
| Inger Johansson-Thor   | Böcker                                                      | 1995–2012        |
| Knut Knutson           | Modernt konsthantverk, konstglas, möbler och allmoge        | 1989–            |
| Bo Knutsson            | Måleri, skulptur, glaskonst och konsthantverk               | 1989–            |
| Jörgen Martinson       | Möbler och konsthantverk                                    | 1990–            |
| Claes Moser            | Måleri, skulptur, teckningar och grafik                     | 1996–            |
| Sonia Nilsson          | Allmänt, norrländska antikviteter och målade möbler         | 2010–            |
| Li Pamp                | Design                                                      | 2012–            |
| Peter Pluntky          | Leksaker och teknikhistoria                                 | 1989–2012†       |
| Jan Ribbhagen          | Silver, smycken och stenar                                  | 1990–            |
| Andreas Rydén          | 1800-tals-, 1900-tals- och nutida konst                     | 2005–            |
| Torgny Schunnesson     | Böcker, autografer och dokument                             | 2005–            |
| Eva Seeman             | 1900-talets konsthantverk, modernt silver, glas och keramik | 1999–            |
| Max Sjöberg            | Vapen och militaria                                         | 1989–            |
| Pia Staël von Holstein | Smycken, möbler och keramik                                 | 2006–            |
| Charlotte Strömstedt   | Möbler och konsthantverk                                    | 2012–            |
| Greger Sundin          | Äldre konsthantverk och möbler                              | 2002–2008        |
| Malin Sveholm          | Vintage, kläder, fashion, väskor, skor, bijouterier         | 2016-            |
| Bertil Svensson        | Klockor                                                     | 1993–2014†       |
| Rickard Thunér         | 1700-talsmöbler och speglar                                 | 2007–            |
| Carolina Tüür          | Silver, smycken och stenar, antikt, andrahand och nytt      | 2017–            |
| Mikael Wallhagen       | Klockor                                                     | 2015–            |
| Charlotte Widenfelt    | Silver, keramik och konsthantverk                           | 1991–            |